# Ansonia hanitschi
Ansonia hanitschi är en groddjursart som beskrevs av Robert F. Inger 1960. Ansonia hanitschi ingår i släktet Ansonia och familjen paddor. IUCN kategoriserar arten globalt som nära hotad. Inga underarter finns listade i Catalogue of Life.

## Bildgalleri

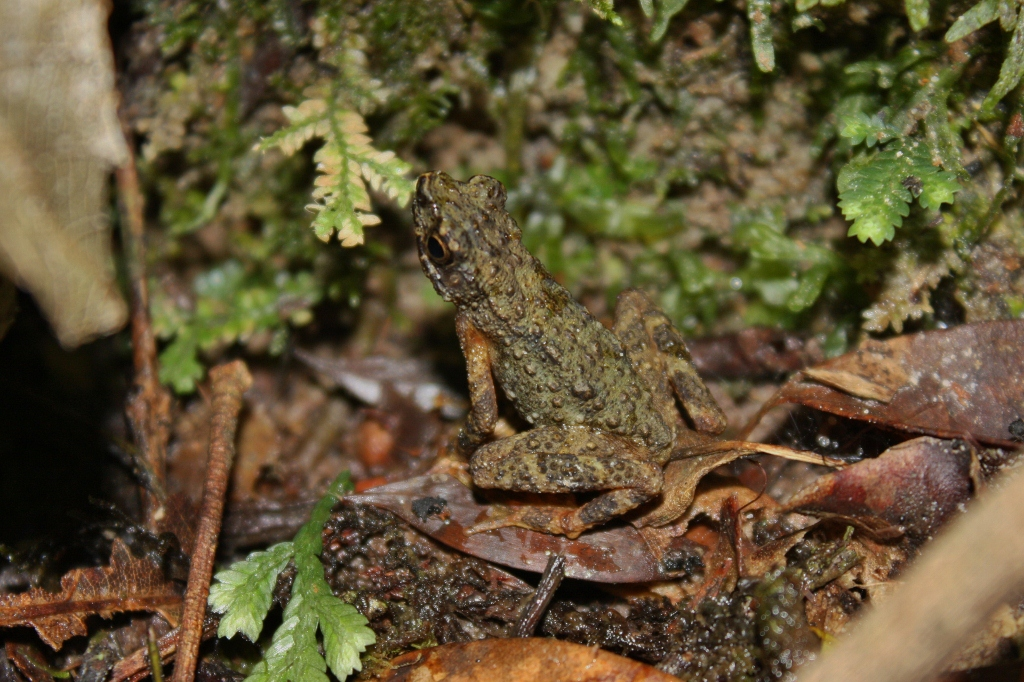
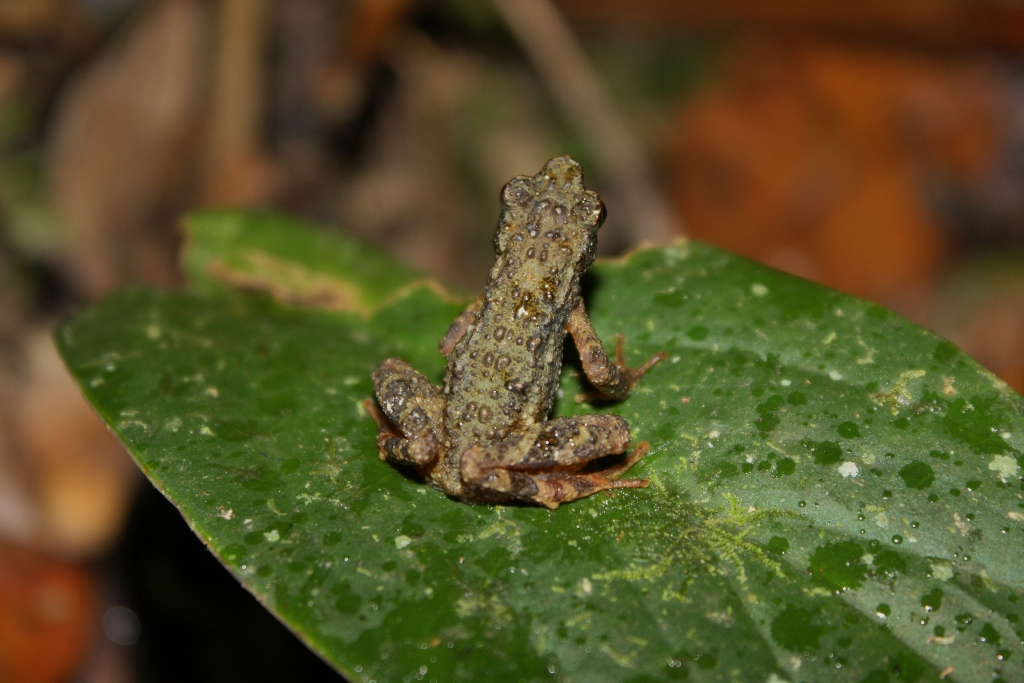
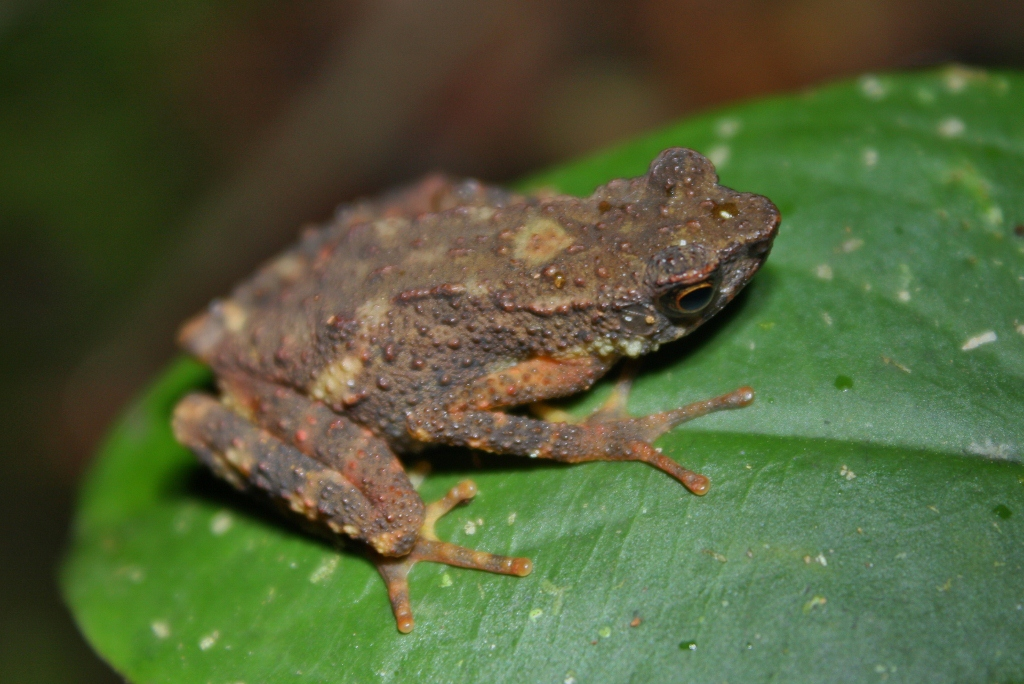
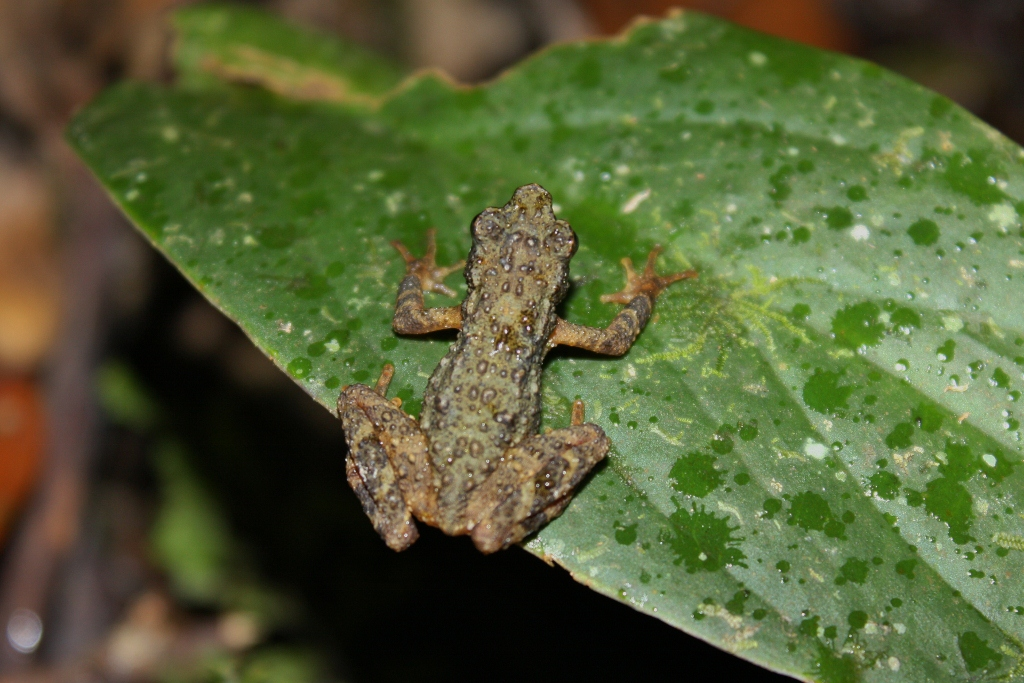